# Bis(2-chlor-1-methylethyl)ether
Bis(2-chlor-1-methylethyl)ether ist eine chemische Verbindung aus der Gruppe der Ether.

## Eigenschaften
Bis(2-chlor-1-methylethyl)ether ist eine brennbare, schwer entzündbare, ölige, farblose bis gelbliche Flüssigkeit mit stechendem Geruch, die schwer löslich in Wasser ist. Das technische Produkt enthält zu 30 % 2-Chlor-1-methylethyl(2-chlorpropyl)ether.

## Verwendung
Bis(2-chlor-1-methylethyl)ether ist ein chlororganisches Pestizid. Es wird auch als Nematizid zur Bekämpfung von parasitären Nematoden in der Landwirtschaft eingesetzt. Es wird als Lösungsmittel und Bodenbegasungsmittel verwendet und fällt auch in großen Mengen als Nebenprodukt bei einigen Verfahren zur Herstellung von Propylenoxid/Propylenglykol an. Es ist auch ein Zwischenprodukt für die Herstellung von Farbstoffen, Harzen und Arzneimitteln und wurde auch als Lösungs- und Extraktionsmittel für Wachse und Fette eingesetzt.

## Sicherheitshinweise
Die Dämpfe von Bis(2-chlor-1-methylethyl)ether können mit Luft ein explosionsfähiges Gemisch (Flammpunkt 77 °C) bilden.

## Regulierung
Über den Safe Drinking Water and Toxic Enforcement Act of 1986 besteht in Kalifornien seit 29. Oktober 1999 eine Kennzeichnungspflicht für Produkte, die Bis(2-chlor-1-methylethyl)ether enthalten.